# Longosuchus
Longosuchus (significa "crocodilo longo") é um género  extinto de aetossauro do final do Triássico encontrado na América do Norte. Ele mede cerca de 3 metros de comprimento.